# Innovation
 (février 2013).
- Si vous ne connaissez pas le sujet, laissez ce bandeau (vous pouvez alors contacter les auteurs).
- Si vous supprimez le contenu mis en cause (vous pouvez préalablement contacter les auteurs),

argumentez précisément cette suppression dans la page de discussion
(un manque de référence n'est pas un argument ; une recherche réelle de référence doit avoir été effectuée, être formellement documentée).
 (février 2013).
L'innovation est la recherche constante d'amélioration de l'existant. Elle se distingue de l'invention, qui vise à créer du nouveau.
Dans le domaine économique, l'innovation se traduit par la conception d'un nouveau produit, service, processus de fabrication ou d'organisation pouvant être directement mis en œuvre dans l'appareil productif et répondant aux besoins du consommateur. Elle se distingue de l'invention ou de la découverte par le fait qu'elle peut être immédiatement mise en œuvre par les entreprises, dans le but d'obtenir un avantage compétitif.
Dans le domaine de l'ingénierie, l’innovation est le cœur de métier. Elle est la capacité qui permet de trouver des solutions à des problèmes complexes d'ordre technique, financier, organisationnel, méthodique voire social, problèmes qui par leur complexité ne peuvent pas s’obtenir en appliquant des formules préétablies. Il s'agit de trouver des solutions, de mettre  en œuvre de nouvelles idées, d’un point de vue pratique, en réponse à la complexité de projets de toute taille que réalisent les ingénieurs. De la conception à la mise sur le marché, l'innovation fait ainsi appel à des processus aux résultats incertains qui s'appuient sur des outils de management appropriés.
Plus largement, l'innovation consiste à faire preuve de créativité afin de dépasser les limites humaines qui étaient autrefois établies. Dans une perspective schumpeterienne, l'innovation serait le moteur de la croissance. Ainsi, selon Schumpeter, l’évolution économique est « une idée qui embrasse le domaine entier de la théorie et permet même d’en reculer les bornes ».
Son utilisation en tant que buzzword en fait un terme très polysémique en pratique. On trouve ainsi de nombreuses expressions composites, dont innovation ouverte, innovation participative, innovation frugale, innovation inclusive, innovation incrémentale, innovation radicale, innovation révolutionnaire, innovation évolutive, innovation associative, innovation spasmodique.

## Histoire et étymologie
Le terme innovation vient du mot latin innovare qui signifie « revenir à, renouveler ». Innovare quant à lui est composé du verbe novare de racine novus, qui veut dire « changer », « nouveau », et du préfixe in-, qui indique un mouvement vers l’intérieur.
Dans la terminologie juridique au Moyen Âge, innovation désigne « introduire quelque chose de nouveau dans une chose établie », d’où l’acception de renouveler. Jusqu’au XIIe siècle, le mot désignait ce qui était jeune.
Vers le XVIe siècle, le sens dérive vers ce qui est singulier, inattendu, surprenant. C’est à cette même période que le mot innover signifie faire preuve d’inventivité, créer des choses nouvelles, sens qu’il a encore en partie aujourd’hui. La connotation de ce concept n'a pas toujours été positive, comme en témoigne l'interdiction en 1546 de l'innovation par Édouard VI d'Angleterre, pour protéger l’État du désordre et de la déviance.

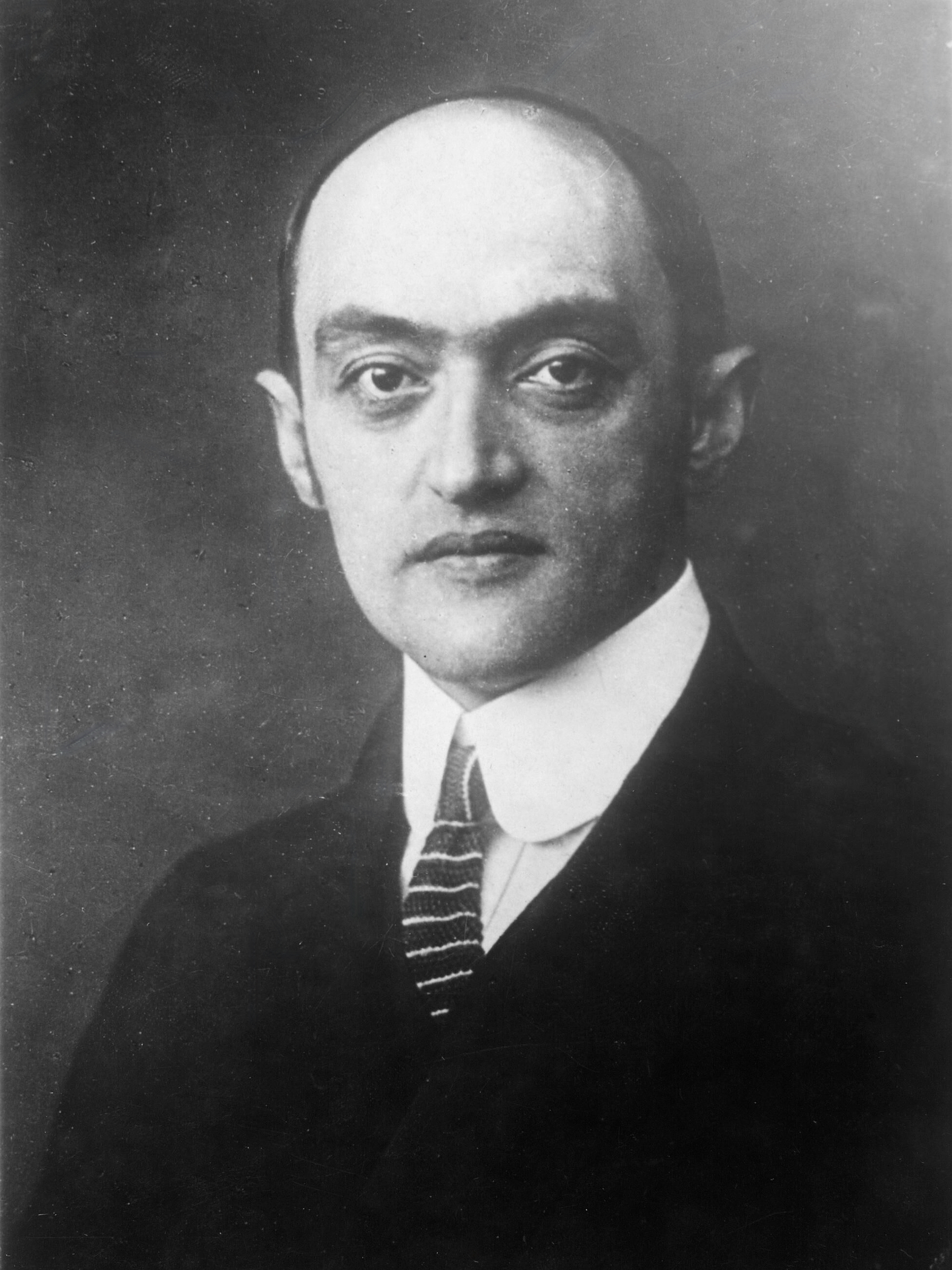
L'économiste Joseph Schumpeter.

Le mot est ensuite réintégré dans un sens politique par Machiavel dans Le Prince en 1513, puis par Francis Bacon en 1625. Pour Machiavel, il s'agit de donner une impression de renouvellement d'un système politique afin d'en garder le pouvoir en période de trouble. Ensuite ignoré des économistes classiques, il est introduit au sens actuel d'innovation de procédé dans la pensée économique par Joseph Schumpeter au début des années 1940 et au sens principal d'innovation produit au début des années cinquante par Peter Drucker[réf. nécessaire]. Ce dernier réinvente le mot et le concept, en en faisant un synonyme de progrès finalisé.
Selon le chercheur Benoît Godin, ce concept devient très populaire au cours du XXe siècle mais peu de gens examinent de façon critique les études produites sur l'innovation, y compris sur l'innovation technologique (pourtant étudiée depuis plus d'un siècle). Dès le début du XXe siècle, les anthropologues, sociologues, historiens et économistes commencent à produire des théories sur l'innovation technologique, souvent chacun de son cadre disciplinaire respectif. Mais dans les années 1970, une vision et une compréhension plus économiques s'imposent dans ce secteur, qui ne considère alors plus l'innovation technologique que définie comme invention commercialisée. Elle devient l'objet de systèmes nationaux de soutien. D'autres auteurs, comme Jeremy Rifkin, voient dans l'Internet, l'open-source, l'open data, l'économie collaborative et le « pouvoir latéral » de nouvelles sources d'innovation pouvant déboucher sur ce qu'il appelle une « troisième révolution industrielle » et « la Nouvelle Société du coût marginal zéro ».
L'innovation est souvent aujourd'hui appréhendée par un modèle linéaire de progrès et n'exclut pas la copie de la nature (biomimétique) ou l'inspiration (du partage volontaire au plagiat éventuellement) à partir de ce que font les autres ou la concurrence.
Selon Étienne Klein, directeur de recherche au CEA, le mot « progrès » a brutalement disparu des discours publics. Il est remplacé depuis 2007 environ par le mot « innovation ».
Selon Alain Conrard, l'innovation serait un outil nécessaire permettant à l'Homme de s'adapter aux changements permanents de sa société et non de les subir : aujourd’hui, cette adaptation se rattache au concept de légitimité et particulièrement de souverainetés économiques et numériques. Or, c’est l’innnovation qui assure la souveraineté, contribuant au progrès - donc à une meilleure santé économique (Schumpeter).

## Définitions
Une innovation et l'innovation possèdent plusieurs sens suivant qu'on prend ces mots au sens large ou au sens strict
Ceux donnés par le Petit Robert :
- chose nouvelle ;
- introduction de quelque chose de nouveau, d'encore inconnu, dans une chose établie.

Le Manuel d'Oslo de l'OCDE propose la définition suivante de ce qu'est pour lui une innovation : une innovation est la mise en œuvre (implementation - mise en œuvre) d’un produit (bien ou service) ou d’un procédé (de production) nouveau ou sensiblement amélioré, d’une nouvelle méthode de commercialisation ou d’une nouvelle méthode organisationnelle dans les pratiques d’une entreprise, l’organisation du lieu de travail ou les relations extérieures.
L'innovation peut être la mise en œuvre réussie économiquement sur un marché d'une idée nouvelle pour ce marché ; mais aussi la concrétisation d'une idée nouvelle que s'approprie un public.
Elle comporte trois piliers :
- la créativité (création de nouveautés relative) ;
- la valeur (valeur d'estime, valeur d'usage et valeur d'échange) ;
- la socialisation (maîtrise de la conduite du changement).

Pour les économistes classiques, le processus d'innovation est l'un des moyens d'acquérir un avantage compétitif en répondant aux besoins du marché et à la stratégie d'entreprise.
L'innovation est un phénomène polymorphe et complexe qui se manifeste au travers de produits, de composants, de services, de procédés, de pratiques sociales ou sportives, de logiciels, de technologie, de business model, etc. C'est un phénomène subjectif. Si l'on prend un échantillon aléatoire d'« innovations », certains les catégorisent comme « innovations », d'autres comme « nouveaux produits ».
La caractéristique commune à tous ces produits, composants, services, procédés, pratiques sociétales ou sportives, logiciels, de technologie, de business model — leur « PGCC » (Plus Grande Caractéristique Commune) est qu'ils ont apporté, au moment de leur lancement, face à la concurrence, et pour la première fois, un avantage décisif pour le marché, le client, l'utilisateur ou le consommateur, décisif au sens de « qui fait prendre une décision », celle de changer d'habitude ou de préférence d'achat.
Autre caractéristique commune : le succès. Une innovation est un nouveau produit qui a eu du succès.
Autre caractéristique commune : la créativité : Une innovation est un nouveau produit créatif, c'est-à-dire, pour reprendre la définition de la créativité d'Edward de Bono, à l'efficience inattendue, surprenante (« on n'y avait pas pensé).

### Processus intellectuel de l'innovation
L'innovation se base sur le désir d'innover, ce désir de faire toujours mieux. C'est une forme d'exploitation réussie de nouvelles idées [réf. souhaitée].
Henri Bergson postule que l'impulsion qui pousse l'homme à innover se nourrit de la nature humaine, c'est-à-dire la caractéristique d'être toujours insatisfait. Cet « élan vital », au sens du philosophe Henri Bergson (voir L'Évolution créatrice), est alors à la base du désir d'innover, inhérent à l'esprit entrepreneurial, tel que Joseph Schumpeter le définit. Le processus qui permet de transformer une opportunité en idées nouvelles et de mettre celles-ci en pratiques dans une large mesure[réf. souhaitée].

## Concepts proches

### Améliorations

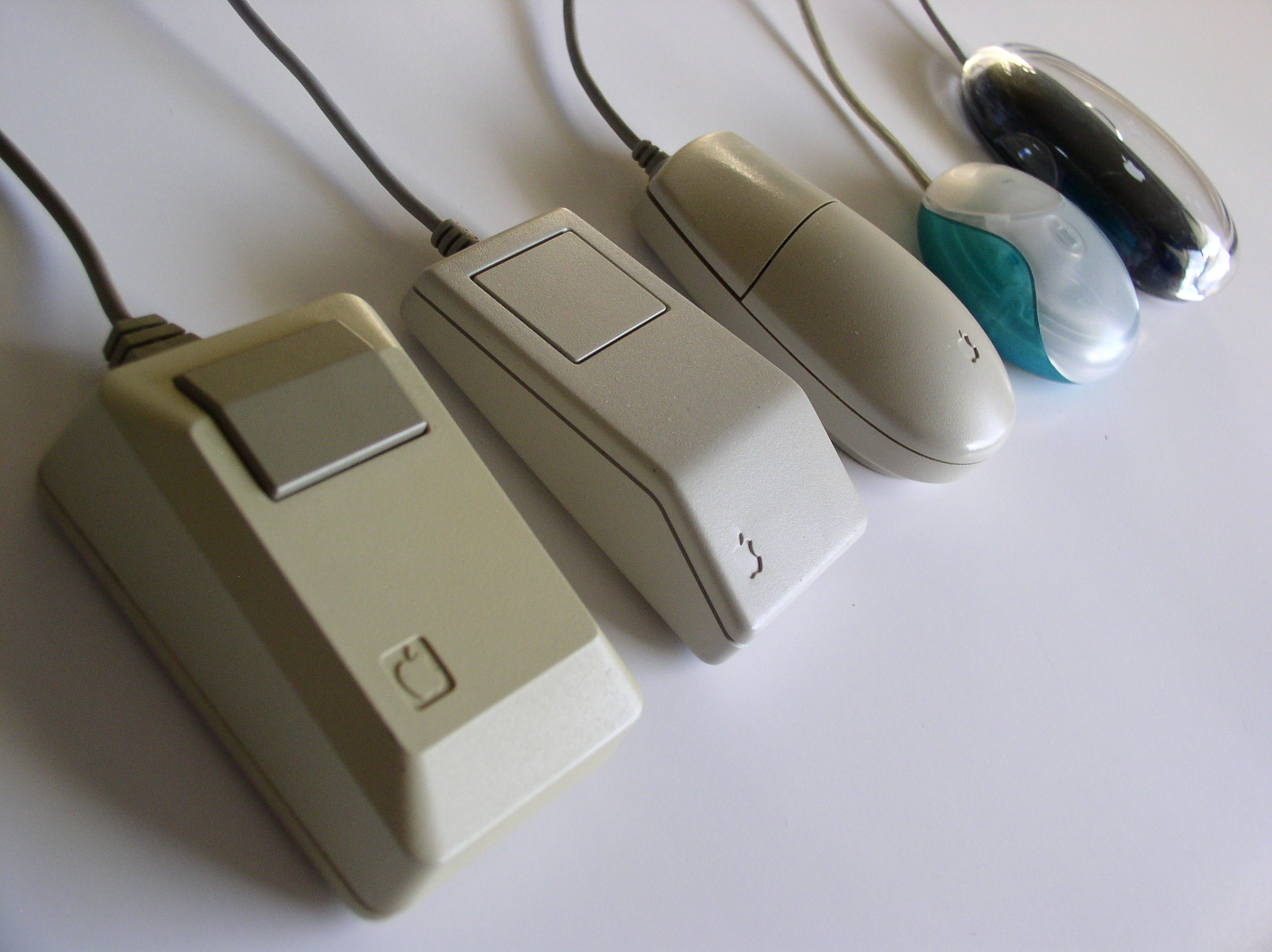
La première souris d'Apple et ses améliorations successives, 1984.

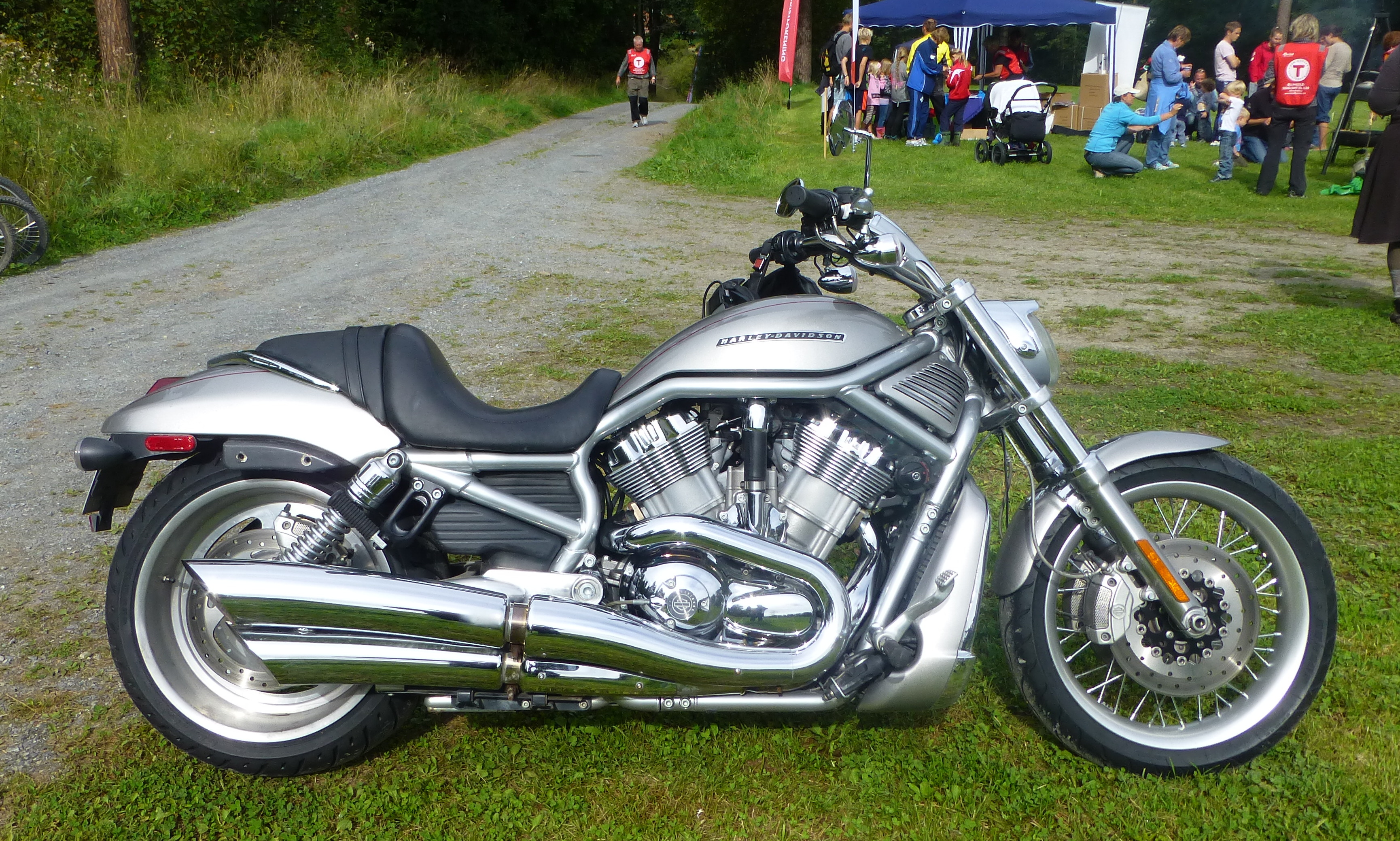
Harley-Davidson, 100 ans d'améliorations sans véritable innovation sinon celle du moteur Porsche.

Harley-Davidson, fondée en 1903, n'a jamais vraiment innové. Mais d'amélioration en amélioration, face à la moto Gold Wing de son concurrent Honda, la marque a perduré. On oppose souvent le kaizen, amélioration continue interne, à l'innovation de rupture.
| Statu quo      | Amélioration incrémentale | Innovation incrémentale | Amélioration 50 % | Amélioration 75 % | Amélioration radicale |
| -------------- | ------------------------- | ----------------------- | ----------------- | ----------------- | --------------------- |
| Ancien produit | Fausse innovation         | Produit amélioré        | Nouveau produit   | Innovation        | innovation de rupture |

### Innovations génériques
En économie politique (Joseph Schumpeter, etc.), en sociologie (Everett Rogers, etc.) et en économie (l'OCDE et son Manuel d'Oslo), le concept d'« innovation » se réfère à de plus ou moins « grandes » innovations, innovations « génériques » comme l'automobile, le stylo à bille, la machine à laver le linge, les couches-culottes jetables, le four à micro-ondes, la photographie numérique, le GPS, les conteneurs et les porte-conteneurs, les jeux vidéo, le téléphone mobile, la liseuse, le smartphone, la tablette, etc.
Elles sont l’équivalent actuel des « grandes » inventions d’hier et correspondent à des nouveaux secteurs d'activité, marchés ou à des catégories de produits. Ce sont de nouvelles catégories générales de biens et de services. Elles sont le plus souvent qualifiées d'« invention ». Elles correspondent à des secteurs économiques d'activité (en anglais : industry), comme l'industrie vidéoludique. Elles sont le résultat, au départ d'une innovation spécifique, et, ensuite, de plusieurs innovations spécifiques.
L'innovation continue à être mise en avant par les néo schumpeterien comme Philippe Aghion et serait à l'origine des cycles de fluctuations de l'activité économique. On considèrerait alors trois phases d'expansion correspondant à trois périodes d'innovation de l'histoire : la révolution industrielle, la révolution pétrolière et chimique et la révolution des NTIC.[réf. nécessaire]

### Innovations spécifiques
En stratégie d'entreprise et en marketing-management (Théodore Levitt, Philip Kotler, etc.), le concept d'« innovation » se réfère à des innovations « spécifiques », concrètes, qui sont des offres commerciales, des produits, des services, des procédés, etc. innovants, c'est-à-dire qui apportent — ou permettent — pour la première fois au marché quelque chose que n'apportaient — ou ne permettaient pas — les offres commerciales existantes.
Les innovations spécifiques sont des produits, services, etc. concrets lancées ou commercialisées par des entreprises existantes ou des entreprises ad-hoc créées par des innovateurs pour les lancer ou les mettre en œuvre.
Ces nouveaux produits vont être, suivant leur degré d’innovativité, de nouveauté, et d'avantage compétitif hors-prix, de « fausses » innovations, gadgets, produits « me too », nouveautés, nouveaux modèles ou nouveaux produits jusqu'aux innovations innovantes, les « vraies » innovations comme la Ford T (1910), la 2 CV (1948), la DS (1955), le Bic Cristal (1950), les Pampers de Procter & Gamble (1961), le système Nespresso de Nestlé (1988), l'iPhone d'Apple, Wikipédia, la Kindle d'Amazon, l'iPad, etc.
Ce sont elles qui justifient la mise en place d'un management de l'innovation et l'adoption d'un processus d'innovation.

### Compétitivité
L'innovation est un facteur clé de la compétitivité, compétitivité hors-prix et compétitivité par les prix. Selon The Global Competitiveness Report 2012-2013, rapport du Forum économique mondial, l'innovation, définie comme la capacité à innover, est un des douze piliers de la compétitivité nationale.
Au niveau de l'entreprise, elle permet une compétitivité hors-prix par l'inclusion d'avantages compétitifs dans son offre.
La « compétitivité hors-prix » consiste à faire valoir des avantages compétitifs décisifs — autres que le prix de vente — pour l'acheteur et le consommateur potentiel. Elle repose sur la capacité d'innovation et l'amélioration constante de la productivité et de la qualité.
Cette forme de compétitivité entraîne généralement une hausse des prix de vente des biens ou services de l'entreprise, mais incite les consommateurs désireux d'une meilleure qualité, qui veulent « monter en gamme », à acheter ses produits. En général, le taux de marge est plus élevé pour les produits les plus coûteux.
Une politique d'innovation fait référence à un cadre et des mesures de soutien public à l'innovation. Afin de stimuler la compétitivité des régions, certains pays ont par exemple mis en place des Systèmes régionaux d'innovation.

## Facteurs

### Management de l'innovation
Le management de l'innovation est la mise en œuvre des techniques et dispositifs de gestion destinés à créer les conditions les plus favorables au développement d'innovations.
En management de l'entreprise, le concept de « L'innovation », qui est, elle, une des fonctions de l'entreprise, la fonction transverse qui cherche à assurer la production d’un maximum d'innovations, c'est-à-dire d'offres innovantes. L'innovation est, dans ce dernier cas, un processus managérial, celui consistant à innover, c'est-à-dire à chercher à améliorer constamment l'existant de façon radicale au travers d’un processus dit d’innovation.
- Joseph Schumpeter distingue dans Théorie de l’évolution économique, cinq sources d'innovation :

1. La fabrication de biens nouveaux ;
2. Les nouvelles méthodes de production ;
3. L'ouverture d'un nouveau débouché ;
4. L'utilisation de nouvelles matières premières ;
5. La réalisation d'une nouvelle organisation du travail.

- Peter Drucker en distingue sept[21] :
  - au sein de l'entreprise ;

1. L'imprévu ;
2. La contradiction ;
3. Les besoins structurels ;
4. Le changement ;
  - à l'extérieur de l'entreprise ;

5. Les changements démographiques ;
6. Les changements de perception ;
7. Les nouvelles connaissances.
- Alan Robinson et Sam Stern en distinguent six[22] :

1. L'adhésion aux objectifs ;
2. L'initiative individuelle ;
3. Les expérimentations officieuses (le bootlegging) ;
4. La sérendipité ;
5. Les stimulations créatives ;
6. La communication interne.

- Pour Eric von Hippel, la source d'innovation à privilégier est l'utilisateur pilote (lead user) ce qui donne naissance à l'innovation utilisateur (user innovation (en)).

### Durabilité (soutenabilité)
Selon Ram Nidumolu, C.K. Prahalad et M.R. Rangaswani, la durabilité est un facteur clé d'innovation. En effet :
- l'atteinte d'objectifs de respect de l'environnement peut baisser les coûts et augmenter les revenus ;
- dans l'avenir, seules les entreprises qui font du développement durable un objectif obtiendront des avantages compétitifs, ce qui signifie repenser les modèles économiques, les produits, les techniques, et les processus ;
- devenir durable est un processus en cinq étapes, et chaque étape comporte ses propres défis.

Philippe Bihouix et Benoît de Guillebon ont effectué avec l'association des centraliens une analyse approfondie des effets de l'innovation technique sur la consommation des métaux. La recherche de rendement et d'efficacité dans le développement des produits électroniques, des technologies de l'information et de la communication et de l'aéronautique a conduit à une surconsommation de métaux de toutes sortes depuis les années 1970. Ils concluent que pour rendre nos sociétés réellement durables, « il faudra sérieusement les orienter vers l'économie de ressources à moyen terme plutôt que vers la recherche de profit à court terme ». Toutes les parties prenantes devront être impliquées : le grand public, l'administration, les pouvoirs politiques, les entreprises et les experts techniques, pour parvenir à la transformation de notre modèle.

### Sérendipité

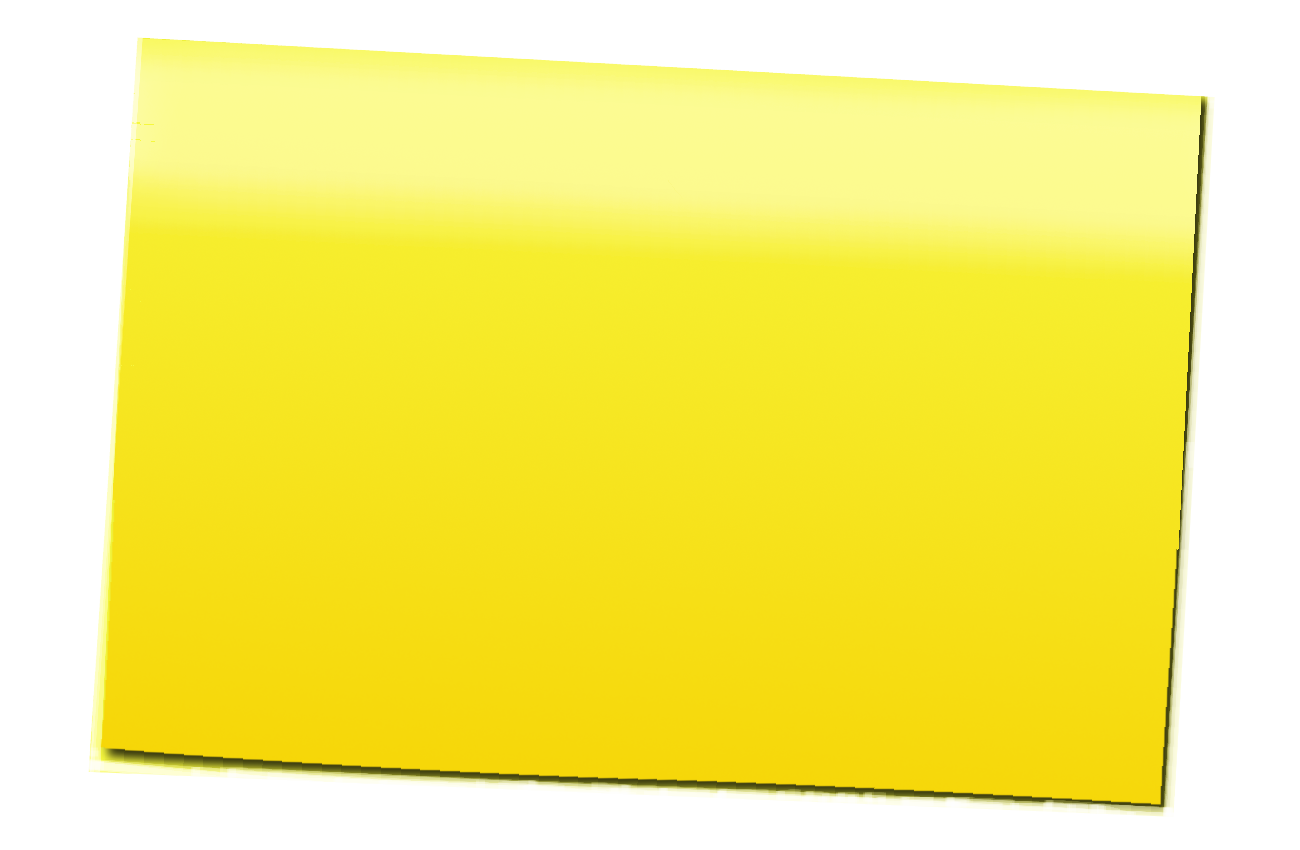
1980. Le Post-it. Une preuve que l'innovation nécessite une organisation agile favorisant la rencontre. Le post-it est un exemple d'innovation inattendue, conçue par accident et commercialisée en dehors d'un processus traditionnel de création de nouveau produit.

la sérendipité est une source d'innovation. Elle est un ingrédient des processus d'innovation dans le sens où celles-ci viennent souvent des rencontres imprévues entre différents acteurs.
La sérendipité se produit lorsque des accidents favorables arrivent à des individus perspicaces. C'est la conjonction d'un évènement imprévu et de la sagacité de son observateur. Il y a plusieurs façons pour une entreprise de la promouvoir :
1. Accroître la fréquence des coïncidences qui pourraient s'avérer fécondes en encourageant un penchant pour l'action, le bricolage, le travail de recherche empirique ;
2. Améliorer la prise de conscience des accidents qui se produisent ;
3. Étendre le champ de sagacité de l'entreprise pour provoquer un plus grand nombre de coïncidences heureuses.
4. Lister tout le personnel avec, en regard de chaque nom, ce que chacun sait des opérations de l'entreprise et que personne d'autre ne sait.

On peut valoriser la sérendipité en entreprise de plusieurs façons, : créer les conditions de la sérendipité, par exemple en mettant en place des lieux de rencontre entre acteurs qui ne se côtoient généralement pas dans le quotidien, peut être un facilitateur d'innovation.
Des exemples de sagacité dans les heureuses coïncidences (la sérendipité) se trouvent dans les processus de la découverte du Téflon par Roy Plunkett, celle de son application par Bob Gore (Gore & Associates), le nylon, Nutrasweet, Canon et la technologie du Bubble-Jet.

## Classifications
Les innovations peuvent être d'ordre entrepreneurial ou social. Le Manuel d'Oslo classe les innovations selon différents critères.

### Innovations de produit
Par exemple : le moteur à réaction (qui a bouleversé l'industrie aéronautique), l'hydrojet (1954), le conteneur (1960), l'ABS (1980), les écrans tactiles, les diodes électroluminescentes (DEL ou LED), la technologie Hybrid Synergy Drive de Toyota, la technologie Dual Cyclone de Dyson (1986), les winglets, etc.

### Innovations de procédé (process innovations)
Cette innovation se focalise sur la mise en œuvre d'un nouveau type de modèle d'entreprise pour un produit et service existant.
Il s'agit d'une innovation interne (réingénierie) et externe.
Par exemple, le low cost dans l'aviation (Southwest Airlines, EasyJet, HOP !, etc.) est une innovation du modèle d'affaires. Dans ce cas, le service évolue un peu mais c'est surtout le mode de commercialisation (en direct sur internet) et la tarification qui change (des prix bas pour les premières places vendues).
L'innovation du modèle d'affaires nécessite souvent une modification importante des méthodes de production.
Différents modèles de vente produit se développent dès 2001 comme les chaînes de boutiques de type Apple Store d'Apple (2001) ou le Ouigo, le premier TGV low cost (2013).

### Innovations de commercialisation (marketing innovations)
à revoir

### Innovations d'organisation
Les innovations d'organisation, aussi appelées innovations organisationnelles, innovations managériales ou innovations de business model, sont liées à l'organisation et au management du travail. Ce sont de nouvelles méthodes organisationnelles dans l'activité, l'organisation du lieu de travail ou les relations avec l'extérieur. Il s'agit donc souvent d'une innovation interne à l'entreprise mais qui peut aussi concerner ses relations extérieures.
Elles reposent sur « une combinaison complexe de ressources et de savoir-faire particulièrement difficile à identifier et à dupliquer ».
Ce type d'innovations se caractérise sous la forme de création d'un nouveau mode de production (une nouvelle machine plus performante) ou d'une nouvelle façon d'organiser la production (flexibilisation ou rigidification, par exemple).
Exemples : le Toyota Production System (TPS) de Toyota (1962), Dell, la réorganisation de sa chaîne de production par Boeing, ou encore l'émergence de Linux et de l'Open Source, c'est-à-dire d'un management collaboratif avec des communautés externes d'innovation, rendu possible par la publication des sources (Jourdan et al., 2013, cité plus haut)

## Modèle d'innovation
Plusieurs modèles d'innovations sont déterminés dans le monde commercial .

## Spectre de l'innovation
On entend par là des typologies soit linéaires, soit matricielles.

### Innovation cumulative
Elle suppose l’introduction d’un produit qui se caractérise par un certain degré de nouveauté et une certaine création de valeur. Elle correspond à ce que l'on désigne dans d'autres typologies comme de l'innovation incrémentale.
Un exemple serait un type de détergent à lessive « nouveau et amélioré ».

### Innovation importante
Elle suppose un degré considérable de nouveauté du produit et une création de valeur substantielle pour le client. Exemples : le distributeur automatique de billets (1967), le baladeur Walkman de Sony, qui a permis pour la première fois aux gens d’écouter de la musique à l’aide d’un lecteur de cassettes portatif, a été en 1979 un exemple d’innovation importante, l'hydrojet qui permet de construire des jetboats comme ceux permettant de faire parcourir les rapides de Lachine à Montréal aux touristes.

### Innovation transformatrice
Elle est la moins courante et suppose des produits entièrement nouveaux qui engendrent une valeur substantielle pour le client. Exemples : la motoneige, le courrier électronique (1966), la carte de paiement. Au sens large, on peut considérer que l’automobile a été une innovation transformatrice puisqu’elle a complètement révolutionné au début du XXe siècle la manière dont les gens se déplaçaient. Le scooter des neiges a transformé la vie au Canada et chez les Inuits.
| Innovation cumulative            | Innovation importante       | Innovation transformatrice                                                 |
| -------------------------------- | --------------------------- | -------------------------------------------------------------------------- |
| Un détergent nouveau et amélioré | Le baladeur Walkman de Sony | La motoneige, la carte de paiement, le courrier électronique, l'automobile |

Innovations cumulatives (incrémentales), importantes et transformatrices
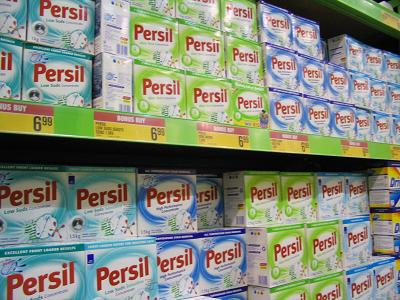
Une innovation cumulative (incrémentale) : un rayon de détergents à lessive.
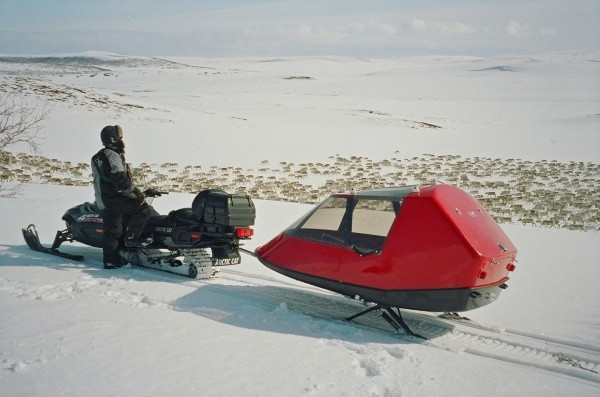
Une innovation transformatrice : le scooter des neiges (1908).
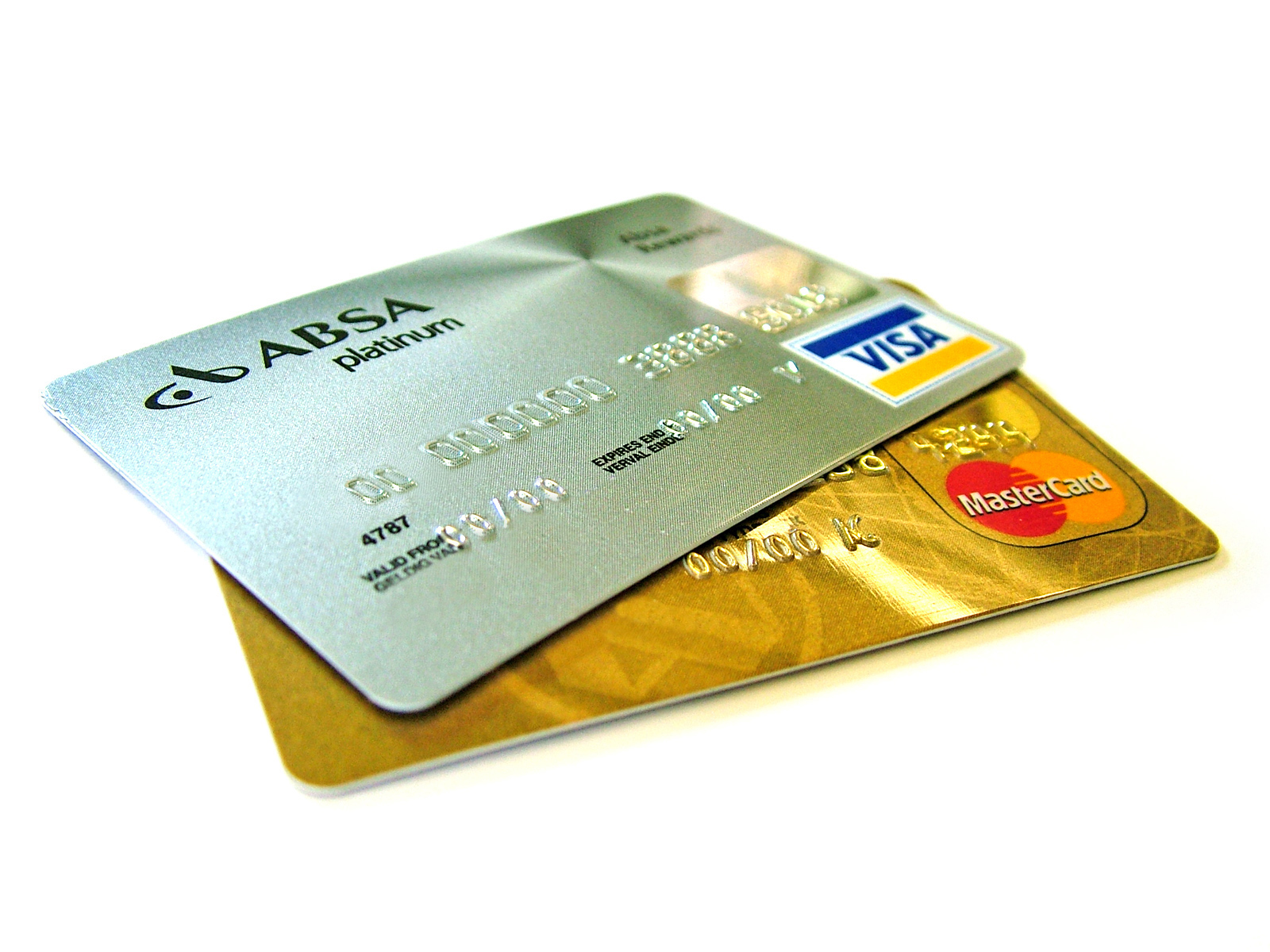
Une innovation transformatrice : la carte de paiement (1967).
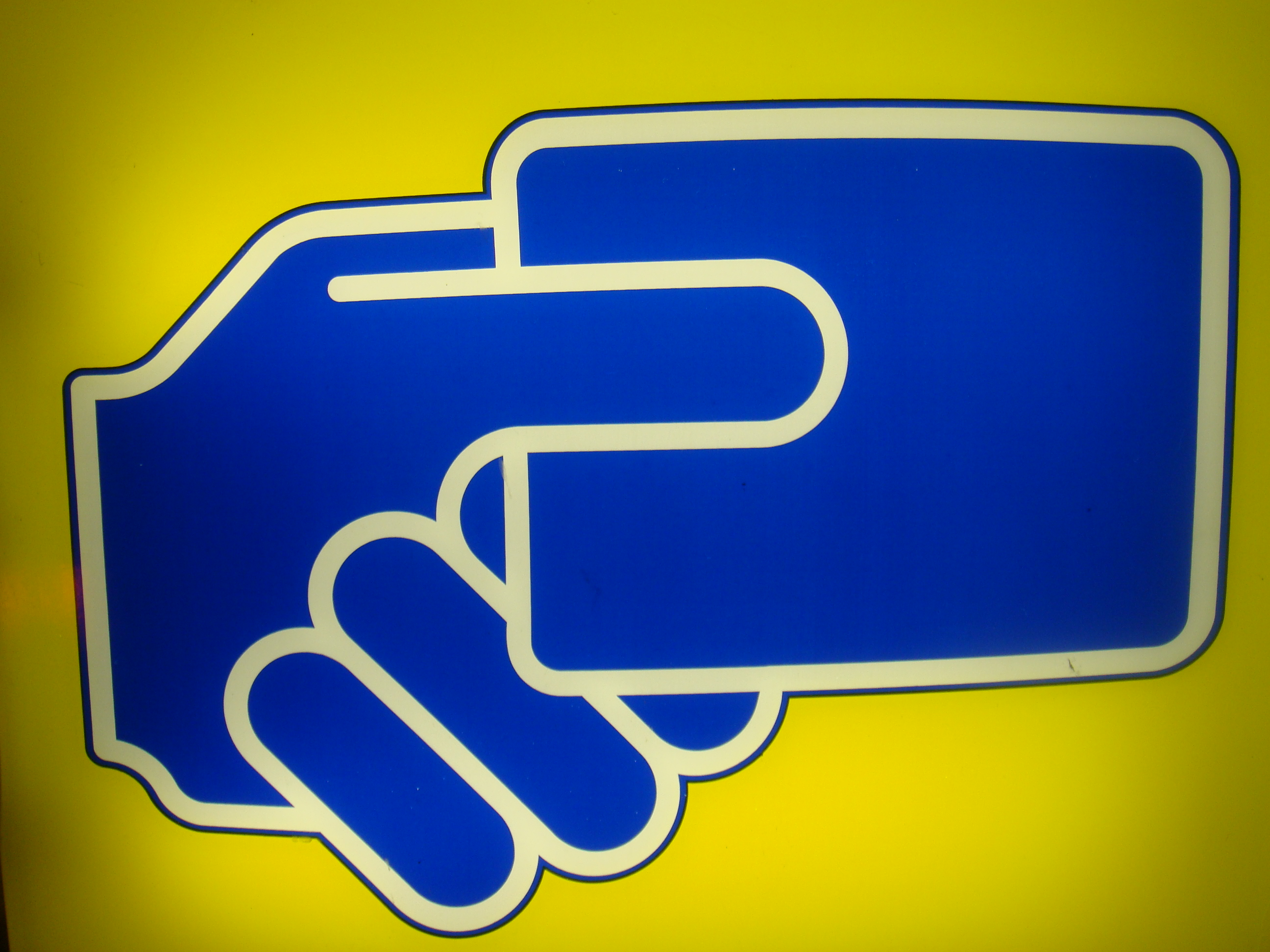
Une innovation importante : le distributeur automatique de billets (1967).
Une innovation transformatrice : le courrier électronique et son arobase (1972).
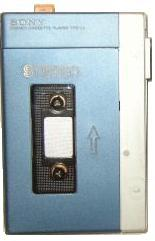
Une innovation importante : le Walkman TPS-L2 (1979).

### Innovation incrémentale ou modulaire
Modestes, graduelles, continuelles améliorations de techniques ou de produits existants ; l'innovation incrémentale ne change généralement pas fondamentalement la dynamique d'une industrie, ni ne requiert un changement de comportement des utilisateurs finaux.
L'innovation incrémentale ne bouleverse ni les conditions d'usage ni l'état de la technique, mais y apporte une amélioration sensible. Elle est souvent le fruit de la volonté de l'entreprise de conserver son avance technologique sur ses concurrentes.
On parle aussi pour désigner une légère innovation incrémentale, d'« amélioration de produit ».
Henderson et Clark définie une amélioration comme une innovation incrémentale.

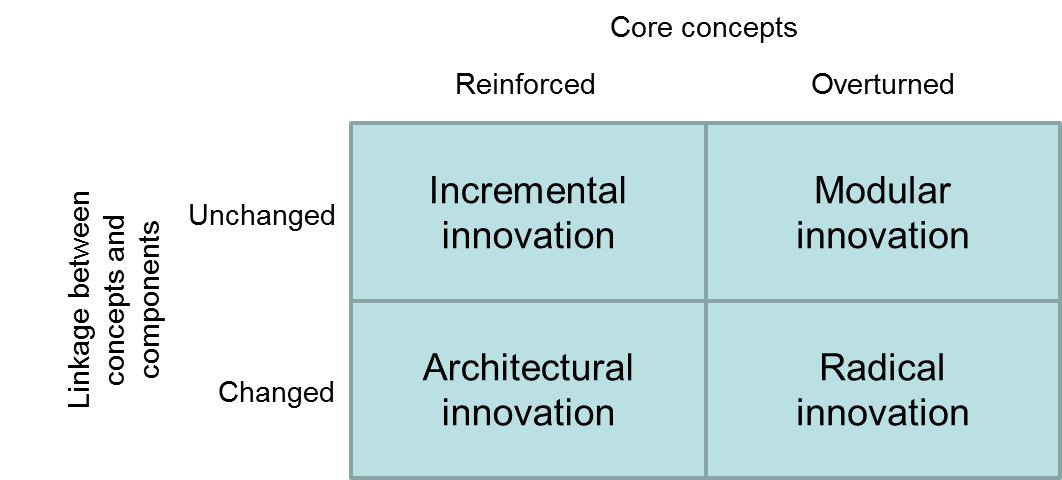
Une typologie des quatre grandes formes d'innovation.

Il s'agit d'une typologie matricielle célèbre présentée par Rebecca Henderson du MIT et Kim Clark d'Harvard en 1990.
D'après Rebecca Henderson et Kim Clark, au sein d'un produit ou d'un service, l'innovation concernera :
- le concept utilisé ;
- et/ou les liens entre les composants du produit/service[33] :

Les innovations incrémentales et radicales sont présentées comme des cas situés aux extrémités de chacune des dimensions. L’innovation architecturale apparaît comme une innovation basée sur les liens entre composants mais qui ne modifie pas radicalement le concept à la base du produit.
| Avantage sensible | Innovation importante   | Innovation radicale  |
| ----------------- | ----------------------- | -------------------- |
| Avantage faible   | Innovation incrémentale | Innovation modulaire |
| –                 | Même technologie        | Autre technologie    |

### Innovation radicale, de discontinuité ou de rupture (disruptive innovations)
Innovation qui remet en cause les repères des acheteurs et modifie radicalement les comportements de consommation.
L'innovation de rupture amène très souvent des comportements de résistance de la part des consommateurs. Ce phénomène est modélisé par Biagio Di Franco sous la forme d'un processus en chaîne ayant la forme d'une « spirale de résistance à l'innovation », qui complète le modèle du cycle de vie et explique le taux élevé d'échecs avant et après les lancements de produits innovants.
Exemples d'innovations radicales : l'apparition de l'imprimerie, le passage du moteur à vapeur au moteur à explosion, du télégraphe au téléphone (fixe) (1877), du téléphone fixe au téléphonie mobile (1983), ou le passage de la cassette vidéo VHS au disque DVD (1995) puis au disque Blu-ray.
La technologie « de rupture », telle que définie par Clayton M. Christensen dans Innovator's Dilemma (1997) est initialement sous-performante par rapport aux besoins du marché principal, mais ses progrès la conduisent finalement à y répondre, tandis que la technique dominante devient sous-performante. C'est une technologie « dormante » qui peut mettre longtemps à progresser.
Selon Costas Markides et Paul Geroski, professeurs à la London Business School : « l'innovation radicale est une innovation qui, premièrement, introduit une nouvelle et importante (major) proposition de valeur qui change (disrupt) les habitudes et les comportements existants des consommateurs et, deuxièmement, dont les marchés qu'elle crée sapent (undermine) les compétences et les actifs complémentaires sur lesquels les concurrents existants ont bâti leurs succès ».

### Innovation architecturale
Le produit est considéré comme un ensemble de composants où chaque élément a une fonction spécifique et est lié avec les autres composants.
Il est donc nécessaire d'avoir une connaissance :
- sur les composants eux-mêmes et la façon de les intégrer dans un système ;
- sur les liens entre les composants ou architecture qui existe au sein du produit.

Cette architecture-produit peut faire l'objet de l'innovation, qu'on qualifie alors d'architecturale.

### Autres formes d'innovations
Pour Peter Scott-Morgan, consultant britannique naturalisé américain, de tout autres dimensions définissent des cultures d'innovation :
|                     | Fréquence faible        | Fréquence forte       |
| ------------------- | ----------------------- | --------------------- |
| Amélioration forte  | Innovation spasmodique  | Innovation incessante |
| Amélioration faible | Innovation incrémentale | Innovation répétitive |

### Innovation sociale
Cette forme d'innovation se définit par sa finalité, qui vise son inclusion dans un environnement entrepreneurial, social, écologique, économique et humain. L'innovation est ainsi approchée comme un moyen d'augmenter le bien-être individuel et sociétal. 
En France, le Conseil supérieur de l'économie sociale et solidaire (CSESS) définit l'innovation sociale ainsi : « L'innovation sociale consiste à élaborer des réponses nouvelles à des besoins sociaux nouveaux ou mal satisfaits dans les conditions actuelles du marché et des politiques sociales, en impliquant la participation et la coopération des acteurs concernés, notamment des utilisateurs et des usagers. Ces innovations concernent aussi bien le produit ou le service, que le mode d'organisation, de distribution, dans des domaines comme le vieillissement, la petite enfance, le logement, la santé, la lutte contre la pauvreté, l'exclusion, les discriminations… Elles passent par un processus en plusieurs démarches : émergence, expérimentation, diffusion, évaluation ».
Exemples : la Grameen Bank, ou Reinvent the Toilet Challenge de la Fondation Bill-et-Melinda-Gates.

## Innovation et responsabilité

### Innovation responsable
L'innovation responsable peut être définie comme une solution pérenne répondant à un besoin du client ; cette solution, développée par une entreprise, une institution, un organisme, lui permet de croître profitablement en prenant en compte, du mieux qu'elle peut, les possibles impacts à court, moyen et long termes sur les citoyens.
Les trois axes indissociables de l'innovation responsable peuvent s'élaborer en trois problèmes :
- « Devons-nous toujours répondre aux besoins des individus ? » C'est-à-dire que l'innovateur doit questionner les réponses à apporter aux besoins ;
- « Sommes-nous conscients, en tant qu'innovateurs, de notre incapacité à anticiper les conséquences de nos innovations (pour nos clients, notre cible) ? » Autrement dit, quels sont les impacts directs des innovations ?
- « Toujours en tant qu'innovateurs, savons-nous poser un regard sur les conséquences de nos innovations sur les modes de vie (pour la société dans son ensemble) ? » Ce troisième axe cherche à s'interroger sur les impacts indirects des innovations.

Xavier Pavie donne notamment l'exemple de deux sites Internet, Faismesdevoirs.com (qui proposait aux élèves de faire faire leurs exercices par des étudiants, fermé en 2009) et Note2be.com (qui propose aux élèves de noter les enseignants), confrontés à l'innovation possible, débridée, sans aucun regard sur les effets et les conséquences de leurs propositions. Ce que rend possible Internet est quasiment sans limite. Toutes ses capacités, y compris les plus malsaines, ne sont pas nécessairement à exploiter : réduire la connaissance à l'obtention d'une note correcte, juger son enseignant au nom d'un droit d'expression...
Selon Xavier Pavie, l'innovation responsable n'est pas la simple recherche de l'amélioration de l'environnement, de la santé humaine ou des conditions de travail, mais l'intégration de l'ensemble de ces dimensions tout au long du processus de développement[réf. incomplète].

### Innovation responsable et principe de précaution
Par une proposition de loi constitutionnelle enregistrée le 14 octobre 2014 à l'Assemblée nationale (France)Assemblée nationale française, le député Éric Woerth considère que le principe de précaution constitue un frein à la croissance et à la compétitivité et propose d'y substituer, dans l'article 5 de la Charte de l'environnement, un « principe d'innovation responsable » afin de permettre « un développement économique efficace, réfléchi et pondéré face aux grands risques environnementaux ». Il y oppose ces deux fondamentaux attribuant à l'un inaction, interdiction et immobilisme et à l'autre puissance économique, opportunités et gains de productivité. La proposition de loi a été rejetée par les députés le 4 décembre 2014.

## Protection de l'innovation
Le brevet protège une innovation technique. Il confère un droit d'interdire toute utilisation, fabrication, importation.
Les innovations permettent de diffuser des connaissances à l'ensemble de la société ; cependant, dans une société où le brevet n'existe pas, les individus ne seront pas incités à innover puisque leurs recherches et savoirs seront diffusés à leurs concurrents. Ainsi, le brevet garantit à l'innovateur d'être temporairement le seul détenteur de son innovation (un monopole temporaire), permettant une rémunération supplémentaire et attractive (la rente d'innovation).
La durée du brevet doit être bien ajustée, de façon que la rente d'innovation soit suffisante pour inciter à l'innovation, mais suffisamment courte pour que les effets négatifs du monopole ne prennent le dessus.

## Théoriciens

### Au niveau macroéconomique
- David Ricardo (innovation comme seul avantage concurrentiel non acquis)
- Joseph Schumpeter (la destruction créatrice, les grappes d'innovation)
- Robert Solow (le rôle du progrès technique dans le développement économique)
- Biagio Di Franco (modélisation de la résistance à l'innovation dans la phase de lancement du cycle de vie)
- Philippe Aghion (trappe à non-croissance, lien entre innovation et sentier de dépendance)

### Au niveau de l'entreprise
- Everett Rogers (la diffusion des innovations),
- Kenneth Knight (le bootlegging, c'est-à--dire les expérimentations officieuses)
- Peter Drucker (les sources de l'innovation) (1985)[46]
- Clayton Christensen (les technologies de rupture et les innovations de rupture) (1997)
- Biagio Di Franco (résistance à l'innovation)
- Eric von Hippel (les lead-users)
- Jeff Howe, le crowdsourcing (2006)
- Geoffrey Moore (la théorie du « Chasm »)
- Henry Chesbrough(l'innovation ouverte)
- Anthony Ulwick (l'innovation orientée client (Outcome-Driven Innovation)
- Xavier Pavie (innovation responsable)

#### 1950-1980
- Peter Drucker, La pratique de la direction des entreprises, Les Éditions d'Organisation, 1957. Traduit de The Practice of Management, 1954.
- Peter Drucker, Que sera demain ? Prévisions, Les Éditions d'Organisation, 1961, Chap. II, « Du progrès à l'innovation », traduit de Landmarks of Tomorrow, 1957. Disponible sur Google Book.Landmarks of Tomorrow
- (en) Kenneth Knight, « A Descriptive Model of the Intra-Firm Innovation Process », dans : The Journal of Business, 1967, Vol.40, p. 478–496

#### 1980-2000
- Peter Drucker, Les Entrepreneurs, Pluriel, Paris, 1985, traduit de (en) Innovation et Entrepreneurship. Practice and Principles, Harper & Row, New York, 1985.
- Richard N. Foster, L'Innovation. Avantage à l'attaquant, InterÉditions, Paris, 1986. (Traduit de : (en) Innovation: The Attacker's Advantage, Summit Books, 1986.
- (en) Rebecca Henderson et Kim Clark, « Architectural innovation : The reconfiguration of existing product technologies and the failure of established firms », in : Administrative Science Quaterly 35 : 9-30, 1990. Le texte et une présentation de ce texte sont disponibles ici)
- (en) Constantinos Markides, All the Right Moves: A Guide to Crafting Breakthrough Strategy, Perseus, 1990.
- (en) James M. Utterback. Mastering the Dynamics of Innovation, Harvard Business Review Press, 1996.
- Alan Robinson & Sam Stern, L'entreprise créative. Comment les innovations surgissent vraiment, Éditions d'Organisation, Paris, 2000. Traduit de : (en) Corporate Creativity. How Innovation and Improvement Actually Happen, Berrett-Koehler, San Francisco, 1997 (?)
- Marc Giget, La dynamique stratégique de l'entreprise. Innovation, croissance et redéploiement à partir de l'arbre de compétences, Dunod, 1998.

#### 2000-2005
- (en) Peter Scott-Morgan, The End of Change: How Your Company Can Sustain Growth and Innovation While Avoiding Change Fatigue, McGraw-Hill, 2002.
- (en) Roger Bean & Russell Radford, The Business of Innovation: Managing the Corporate Imagination for Maximum Results, Amacom, 2001.
- Robert Sutton, 11,5 idées décalées pour innover : Le guide pratique de l'innovation pour tous les managers qui veulent faire bouger les choses, Village Mondial, 2001 (traduit de : (en) Weird Ideas That Work: 11 1/2 Ways to Build Companies Where Innovation Never Stops, Free Press, 2001)
- (en) Richard Foster and Sarah Kaplan, Creative Destruction: Why Companies That Are Built to Last Underperform the Market. And How to Successfully Transform Them, Currency Book, New York, 2001.
- (en) Tom Kelley, The Art of Innovation, Doubleday, 2001.
- (en) Clayton Christensen. The Innovator's Dilemma. HarperBusiness. 2001.
- Nathalie Joulin, Les coulisses des nouveaux produits. Innover en s'inspirant de la grande consommation, Éditions d'Organisation, Paris, 2002.
- Bertrand Bellon, L'innovation créatrice, Economica, 2002.
- (en) Everett Rogers, Diffusion of Innovations, 2003
- (en) Clayton Christensen, The Innovator's Solution: Creating and Sustaining Successful Growth. Harvard Business School Press, 2003.
- (en) Constantinos Markides et Paul Geroski, Fast Second: How Smart Companies Bypass Radical Innovation to Enter and Dominate New Markets, Jossey-Bass, 2004.
- Jean-Louis Swiners et Jean-Michel Briet, L'intelligence créative au-delà du brainstorming. Innover en équipe, Maxima, 2004.
- (en) C. K. Prahalad and Venkat Ramaswamy, The Future of Competition: Co-Creating Unique Value With Customers, 2004.

#### 2005-2010
- (en) Anthony Ulwick, What Customers Want: Using Outcome-Driven Innovation to Create Breakthrough Products and Services, McGraw-Hill, 2005.
- Jean-Yves Prax, Bernard Buisson et Philippe Silberzahn, Objectif Innovation, Dunod, 2005
- (en) Tom Kelley, The Ten Faces of Innovation : IDEO's Strategies for Defeating the Devil's Advocate and Driving Creativity Throughout Your Organization, Currency/Doubleday, 2005
- (en) Eric von Hippel, Democratizing Innovation, The MIT Press, 2006.
- Jacques Fache, Les Mutations industrielles, Belin, Collection Mémento. Géographie, 23 octobre 2006.
- (en) Robin Karol & Bebee Nelson, New Product Development For Dummies, For Dummies, 2007.
- Vincent Boly, Ingénierie de l'innovation, éditions Hermès, 2008.
- (en) Constantinos Markides, Game-Changing Strategies: How to Create New Market Space in Established Industries by Breaking the Rules, Jossey-Bass, 2008.
- Géraldine Benoit-Cervantes, La boite à outils de l'Innovation, Dunod, Paris, 2008.
- (en) Jean-Philippe Deschamps, Innovation Leaders: How Senior Executives Stimulate, Steer and Sustain Innovation, Jossey Bass, 2008.
- (en) Alan Lafley & Ram Charam, The Game-Changer: How You Can Drive Revenue and Profit Growth with Innovation, Crown Business, 2008.
- (en) Roland Berger, Soumittra Dutta, Tobias Raffel & Geoffrey Samuels, Innovating at the Top: How Global CEOs Drive Innovation for Growth and Profit, Palgrave Macmillan, 2008.
- Jean-Hervé Lorenzi, Alain Villemeur, L'Innovation au cœur de la nouvelle croissance, Économica, 2009
- Jean-Louis Swiners, « Le conundrum de l’innovation. Des conditions et de la contingence du succès d’une innovation », Le Cercle des Entrepreneurs du Futur, 2009.
- Arnaud Groff, Manager l'innovation », 100 questions, AFNOR, 2009.
- Isabelle Denerveaux & Olivier Chatin, L'ADN de l'entreprise innovante: Comment accroître les capacités créatives des entreprises, Eyrolles, 2009.

#### Depuis 2010
- (en) Paul Trott, Innovation Management and New Product Development (5th Edition), Prentice Hall, 2011.
- (en) Clayton Christensen, The Innovator's Dilemma: The Revolutionary Book That Will Change the Way You Do Business. HarperBusiness, 2011
- (en) Jeff Dyer, Hal Gregersen et Clayton Christensen, The Innovator's DNA : Mastering the Five Skills of Disruptive Innovators, Harvard Business Review Press, 2011.
- Bernard Yannou (sous la direction de —), Déployer l'innovation , Éditions Techniques de l'ingénieur, 2011  (ISBN 978-2-85059-129-7)
- Philip Kotler, Kevin Keller & Delphine Manceau, Marketing Management, 14e édition, Pearson, Paris, 2012 (traduit de : (en) Philip Kotler & Kevin Keller, Marketing Management, 14th edition, Prentice Hall, 2011)
- Emmanuelle Le Nagard-Assayag & Delphine Manceau, Le marketing de l'innovation. De la création au lancement de nouveaux produits, 2e édition, Dunod, 2011.
- Xavier Pavie, Innovation responsable : Stratégie et levier de croissance des organisations, Eyrolles, 2012, p. 38-39.
- (en) Phil McKinney, Beyond the Obvious: Killer Questions That Spark Game-Changing Innovation, Hyperion, 2012.
- Séverine Le Loarne et Sylvie Blanco, ouvrage collectif sous la direction de —, Management de l'Innovation, Éditions Pearson Education, 2e édition 2012
- (en) Terry Jones, ON Innovation, Essental Ideas, 2012.
- (en) Kenneth Kahn, PDMA Handbook of New Product Development, 3th Edition, Wiley, 2012
- (en) Navi Radjou, Jaideep Prabhu & Simone Ahuja, Jugaad Innovation: Think Frugal, Be Flexible, Generate Breakthrough Growth, Jossey-Bass, 2012.
- (en) Vijay Govindarajan & Chris Trimble, Reverse Innovation: Create Far From Home, Win Everywhere, Harvard Business Review Press, 2012.
- DGCIS, Osez l'innovation. Guide pratique pour les activités de services, Direction Générale pour la Compétitivité des Industries de Service, 2012.
- Claude Birraux et Jean-Yves Le Déaut, L'innovation à l'épreuve des peurs et des risques, OPECST, 2012
- (en) Larry Keeley and Helen Walters, Ten Types of Innovation: The Discipline of Building Breakthroughs, Wiley, 2013.
- Anne Lauvergeon, Un principe et sept ambitions pour l'innovation, 2013.
- Union de l'Innovation, Guide de poche sur une initiative Europe 2020, 2013
- Sandrine Fernez-Walch et François Romon, Management de l'innovation. De la stratégie aux projets, 3e édition, Vuibert, 2013.
- Albéric Tellier et Thomas Loilier, Gestion de l'innovation : Comprendre le processus d'innovation pour le piloter, EMS, 2e édition revue et augmentée, 2013.